# Dizanje utega
Dizanje utega (ponekad znano kao olimpijska dizanja od engl. olympic weightlifting) vrsta je sporta u kojem natjecatelj ima zadatak podići što veću težinu utega. Iako je trening s utezima sastavni dio pripreme mnogih športaša u različitim športovima, ovaj šport ne treba brkati s uobičajenim treningom snage u teretani kao ni  powerliftingom. Naime, za pravilno bavljenje ovim športom osim snage nužna je i vrlo specifična tehnika.

## Oprema
Uteg se sastoji od šipke težine 20 kg za muškarce, odnosno 15 kg kod natjecanja žena, na koju se postavljaju dodatni utezi u obliku ploča. Ploče su željezni diskovi presvučeni tvrdom gumom različitih boja koja najčešće označava i težinu ploče. Ploče su težina od 2,5 kg pa na više. Na jednu šipku se rasporedi odgovarajući broj ploča (sa svake strane jednako) i tako se dobiva konačna željena težina utega. Dizanje utega se izvodi na drvenom podu 4x4 metra prekrivenim materijalom koji sprječava da se dizač oklizne prilikom dizanja. Šipka je označena na način da omogući dizaču hvat na uvijek istom mjestu. 

## Discipline
Postoje dvije discipline dizanja utega: trzaj i izbačaj. Sve do Olimpijskih igara u Münchenu 1972. postojala je uz te dvije discipline i treća: Potisak iznad glave.
Kod trzaja dizač mora podići uteg iznad glave u jednom pokretu, što se izvodi snažnim trzanjem utega iznad glave, podvlačenjem u čučanj te na kraju izvlačenjem iz čučnja u konačni položaj. Kod izbačaja je dozvoljeno uteg prvo dovući do prsa, te zatim smiriti uteg i pripremiti ga za konačno podizanje, koje se izvodi iskorakom jedne noge unatrag te istovremenim podizanje utega iznad glave. U oba slučaja dizanje se smatra uspješnim ako dizač zadrži uteg iznad glave, uz potpuno ispružene noge i ruke u potpuno mirnom položaju.
Dizanje prate tri suca koji moraju odabirom odgovarajućeg signala, bijelog svjetla, objaviti uspješno dizanje, dok ako smatra da je dizanje nepravilno sudac signalizira crvenim svjetlom. Dizanje je uspješno ako barem dva suca od tri pokažu bijelo svjetlo.

## Natjecanje
Natjecatelji se natječu u jednoj od osam muških, odnosno sedam ženskih težinskih kategorija. Muške kategorije su do 56 kg, 62 kg, 69 kg, 77 kg, 85 kg, 94 kg, 105 kg te 105+ kg. Ženske kategorije su do 48 kg, 53 kg, 58 kg, 63 kg, 69 kg, 75 kg, te 75+ kg. Natjecatelji se natječu u trzaju i izbačaju, a medalje se dodjeljuju za svaku disciplinu zasebno te u kombinaciji.
Tijek natjecanja je takav da svaki dizač ima po tri pokušaja za svaku disciplinu. Obično se za početnu težinu odabire nešto manja težina. U slučaju neuspjeha dizač može ponovno pokušati dizati istu težinu, ili odabrati višu ali nikako nižu. Nekad su se težine podizale za minimalno 2,5 kg, dok je danas ta granica 1 kg.
Ovaj je šport pravi spektakl, jer dizači dosežu maksimalne psiho-fizičke napore prilikom dizanja.
Športom upravlja Međunarodna federacija dizanja utega, ili kraće IWF (od engleskog International Weightlifting Federation), sa sjedištem u Budimpešti, koja je ustanovljena još 1905. 
godine.

## Rekordi
Svaka kategorija prati zasebne rekorde za trzaj i izbačaj posebno, te naravno u zbroju. Trenutno su u apsolutnoj kategoriji rekordi kako slijedi:
- apsolutni rekord 492,0 (trzaj + izbačaj)
- u trzaju 225,0 kg
- u izbačaju 267,0 kg

Sve rekorde drži Laša Talahadze.

## Poznati dizači
- Naim Sulejmanov, bugarski i turski dizač utega
- Liao Hui, olimpijski prvak iz Pekinga 2008.
- Un-Guk Kim, olimpijski prvak iz Londona 2012., svjetski rekorder 2012.

## Vanjske poveznice
- International Federation of Weightlifting